# DDR-Bahn-Radmeisterschaften 1950 (Berufsfahrer)
Die DDR-Meisterschaften im Bahnradsport für Berufsfahrer wurden 1950 zum ersten Mal ausgetragen. Zuvor hatten 1947, 1948 und 1949 Meisterschaften der Ostzone stattgefunden, an denen auch Fahrer aus den anderen Zonen teilnahmen.
Die Meisterschaften im Berufsradsport der DDR fanden an zwei Terminen im Sommer und auf verschiedenen Radrennbahnen statt. Die Meistertitel wurden in den Disziplinen Sprint, Steherrennen, in der Einerverfolgung, im Zweier-Mannschaftsfahren und im Punktefahren vergeben. Am 24. Und 25. Juni in Zwickau wurden die Titelträger im Sprint und im Steherrennen ermittelt. Die Meisterschaftsrennen in der Einerverfolgung, im Zweier-Mannschaftsfahren und im Punktefahren fanden im Juli in Leipzig statt.
Zugelassen waren Fahrer, die von der Kommission Berufsradsport im DDR-Radsportverband auf Grund ihrer bisherigen Saisonleistungen benannt wurden. Fahrer aus der Bundesrepublik, die im Besitz einer Lizenz der Berufskommission waren, waren nicht zugelassen, obwohl sie bei anderen Rennen in der DDR an den Start gehen konnten.

## Sprint
Nach den Vor- und Hoffnungsläufen stellten sich acht Fahrer am zweiten Finaltag dem Starter. Im ersten Halbfinale hatte Drescher keine Mühe mit seinem Gegner Voigt, er gewann klar. Im anderen Halbfinale siegte Müller ebenso deutlich gegen Schild. Die Halbfinals wurden in nur einem Lauf ausgefahren. Die Finals hatten jeweils zwei Läufe. Im Kampf um den Titel gewann Drescher zweimal klar gegen Müller und fuhr auch die Meisterschaftsbestzeit für die letzten 200 Meter. Das Finale um den dritten Rang ging auch deutlich mit zwei Siegen an Voigt gegen Schild.

### Ergebnisse
|    | Name           | Ort     |
| -- | -------------- | ------- |
| 1. | Heinz Drescher | Berlin  |
| 2. | Jürgen Müller  | Leipzig |
| 3. | Rudolf Voigt   | Riesa   |

## Steherrennen
Für das Finale hatten sich acht Fahrer aus zwei Vorläufen qualifiziert. Wegen eines Gewitterregens wurde der Endlauf, den 20.000 Zuschauer sahen, dann in der 93. Runde abgebrochen. Zu diesem Zeitpunkt führte Werner Hanusch das Rennen an. Das Finale wurde auf Anfang Juli verschoben. Der bei Rennabbruch auf dem 2. Rang liegende Gerhard Huschke gewann das Finale klar.

### Ergebnisse
|    | Name            | Ort      |
| -- | --------------- | -------- |
| 1. | Gerhard Huschke | Berlin   |
| 2. | Hermann Hille   | Leipzig  |
| 3. | Werner Richter  | Chemnitz |

## Zweier-Mannschaftsfahren
Das Rennen führte nach zwei Vorläufen über 100 Kilometer. Von Anfang an dominierte die Mannschaft Richter und Weckerling und zehrte von einem frühen Rundengewinn. Zwölf Mannschaften beendeten das Finale.

### Ergebnisse
|    | Name                           | Ort              |
| -- | ------------------------------ | ---------------- |
| 1. | Werner Richter-Otto Weckerling | Chemnitz Kehnert |
| 2. | Gerhard Bolte-Heinz Flemig     | Chemnitz         |
| 3. | Willy Funda-Gerhard Schulz     | Zossen-Berlin    |

## Einerverfolgung
Das Rennen wurde über die Distanz von 5.000 Metern ausgetragen. Die Überraschung der Meisterschaft bestand im Sieg des bis dahin als Steher in den Vordergrund getretenen Erfurters Rudi Keil, der im Halbfinale Gerber knapp besiegt hatte. Mit 5:45:08 Minuten fuhr Keil die Bestzeit der Meisterschaft.

### Ergebnisse
|    | Name           | Ort      |
| -- | -------------- | -------- |
| 1. | Rudi Keil      | Erfurt   |
| 2. | Karl Wiemer    | Berlin   |
| 3. | Herbert Gerber | Chemnitz |

## Punktefahren
Die Meisterschaft über eine Stunde litt unter zahlreichen Materialschäden und Stürzen. Mit großer Rennübersicht sicherte sich Gerhard Schulz mit deutlichem Punktevorsprung den Titel.

### Ergebnisse
|    | Name           | Ort       |
| -- | -------------- | --------- |
| 1. | Gerhard Schulz | Berlin    |
| 2. | Walter Nickel  | Berlin    |
| 3. | Gerhard Oelze  | Magdeburg |